# 中谷弘吉

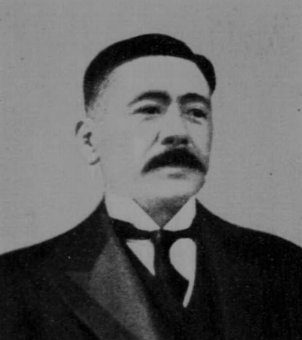
中谷弘吉

中谷 弘吉（なかや ひろきち、慶応元年6月16日（1865年8月6日） - 大正12年（1923年）10月23日）は、日本の逓信官僚。

## 経歴
京都府に西田初次郎の四男として生まれ、中谷源吾の養子となった。1890年（明治23年）、東京帝国大学法科大学英法科を卒業。逓信事務官となり、1893年（明治26年）には宇都宮郵便電信局長となった。さらに逓信書記官、同参事官を歴任し、東京郵便電信局長、電気局長を経て、1914年（大正3年）に逓信次官に就任した。
退官後は新たに創設された日本染料製造株式会社の初代社長に就任した。